# Lastavičar
Soko lastavičar (lat. Falco subbuteo) je vrsta ptice iz roda sokola. Meri u dužini do 32 cm, a raspon krila mu je do 70 cm. Zatiljak mu je crveno-pegav, lice belo s crnom pegom. Odozgo je kestenjaste boje, odozdo s rđasto-crvenim prugama. Voskovica i noge su žute, kandže crne. Gaćice su rđasto-crvene. Mladi su odozgo tamno-smeđi sa žuto-smeđim rubovima pera, odozdo bledo-rđasto-žuti s tamno-smeđim prugama. Hrani se manjim pticama, krupnim insektima i slepim miševima. Koristi gnezda ptica iz porodice vrana sagrađena na drveću ili dalekovodnim stubovima. Ptica selica koja zimu provodi u podsaharskoj Africi i južnoj Aziji.
Evropska populacija ove ptice je stabilna, a u Srbiji se gnezdi 500—700 parova. Ptica selica koja zimu provede u ekvatorijalnoj Africi.

## Literatura
- Helbig, A.J.; Seibold, I.; Bednarek, W.; Brüning, H.; Gaucher, P.; Ristow, D.; Scharlau, W.; Schmidl, D. & Wink, Michael (1994): Phylogenetic relationships among falcon species (genus Falco) according to DNA sequence variation of the cytochrome b gene. In: Meyburg, B.-U. & Chancellor, R.D. (eds.): Raptor conservation today: 593—599. PDF fulltext
- Nittinger, F.; Haring, E.; Pinsker, W.; Wink, M.; Gamauf, A. (2005). „Out of Africa? Phylogenetic relationships between Falco biarmicus and the other hierofalcons (Aves: Falconidae)”. Journal of Zoological Systematics and Evolutionary Research. 43 (4): 321—331. doi:10.1111/j.1439-0469.2005.00326.x.
- Wink, Michael; Seibold, I.; Lotfikhah, F. & Bednarek, W. (1998): Molecular systematics of holarctic raptors (Order Falconiformes). In: Chancellor, R.D., Meyburg, B.-U. & Ferrero, J.J. (eds.): Holarctic Birds of Prey: 29—48. Adenex & WWGBP. PDF fulltext

## Spoljašnje veze
- BioRaS: soko lastavičar Архивирано на веб-сајту  (25. јул 2018)
- Gornje Podunavlje — Ptice — Sokolovi